# Azaisia
Azaisia is een geslacht van insecten uit de familie van de afvalvliegen (Heleomyzidae), die tot de orde tweevleugeligen (Diptera) behoort.

## Soorten
- A. obscura (Villeneuve, 1939)
- A. setitarsis (Villeneuve, 1939)